# Цуркан, Владимир Иванович
Владимир Иванович Цуркан (рум. Vladimir Țurcan; род. 14 октября 1954, Слободзея, Молдавская ССР, СССР) — молдавский судья. Председатель Конституционного суда Республики Молдова с 19 августа 2019 по 23 апреля 2020 года. Депутат Парламента Республики Молдова в 6 созывах (2001-2002, 2005-2009, апрель-июль 2009, 2009-2010, 2014-2019, март-сентябрь 2019).
Первый заместитель Председателя Парламента Республики Молдова (2009); чрезвычайный и полномочный посол Республики Молдова: в Казахстане, Туркменистане и Армении 2003—2005 годах; в России и Финляндии (2002—2005); министр внутренних дел Республики Молдова (1999—2001) и первый заместитель министра внутренних дел Республики Молдова (1997—1999).
Генерал-майор полиции.

## Биография
Владимир Иванович Цуркан родился 14 октября 1954 года в городе Слободзея Молдавской ССР.

### Образование
- В 1976 году окончил Юридический факультет Московский ордена Ленина и ордена Трудового Красного знамени государственный университет им. М. В. Ломоносова.
- В 1985 году окончил Киевский институт политологии и социального управления.
- В 1988 году окончил Киевскую Высшую партийную школу.

### Профессиональная деятельность
- 1976—1982 — следователь в Прокуратуре МССР.
- 1982—1985 — прокурор в городе Рыбница.
- 1985—1986 — заместитель заведующего отделом административных органов.
- 1986—1990 — депутат Верховного совета МССР.
- 1991—1993 — генеральный директор молдавско-белорусского предприятия «Зубр».
- 1993—1997 — советник в посольстве Молдовы в Беларуси.
- 11 февраля 1997 года был назначен первым заместителем министра внутренних дел[3] Занимал должность до 21 декабря 1999 года.[4].
- 21 декабря 1999 года занял должность министра внутренних дел одновременно с назначением правительства Дмитрия Брагиша[5].
- 21 марта 2002 года был назначен чрезвычайным и полномочным послом Республики Молдова в Российская Федерации[6]. 28 июня 2002 года был назначен по совместительству чрезвычайным и полномочным послом Республики Молдова в Финляндской Республике[7]. 25 марта 2003 года был назначен по совместительству чрезвычайным и полномочным послом Республики Молдова в Республике Казахстан[8]. 30 апреля 2003 года был назначен по совместительству чрезвычайным и полномочным послом Республики Молдова в Туркменистане[9]. 26 мая 2003 года был назначен по совместительству Чрезвычайным и Полномочным Послом Республики Молдова в Республике Армения[10]. Занимал должности до 29 апреля 2005 года[11].
- С 16 августа 2019 — судья Конституционного суда Республики Молдова[12].
- С 19 августа 2019 по 23 апреля 2020 года — председатель Конституционного суда Республики Молдова[13][14].

### Политическая деятельность
- На парламентских выборах 2001 года был избран депутатом Парламента Республики Молдова IV-го созыва (XV-го созыва) по спискам Партии коммунистов Республики Молдова[15]. Занимал должность депутата до 25 апреля 2002 года[16].
- На парламентских выборах 2005 года был избран депутатом Парламента Республики Молдова V-го созыва (XVI-го созыва) по спискам Партии коммунистов Республики Молдова[17].
- На парламентских выборах апреля 2009 года был избран депутатом Парламента Республики Молдова VI-го созыва (XVII-го созыва) по спискам Партии коммунистов Республики Молдова[18].
- 12 мая 2009 года был избран на должность первого заместителя председателя Парламента Республики Молдова[19].
- На досрочных парламентских выборах июля 2009 года был избран депутатом Парламента Республики Молдова VII-го созыва (XVIII-го созыва) по спискам Партии коммунистов Республики Молдова[20].
- 15 декабря 2009 года объявил о выходе из парламентской фракции Партии коммунистов Республики Молдова (ПКРМ), будучи не членом Партии коммунистов Республики Молдова. Позже он вступил в Партию «Moldova Unită — Единая Молдова»[21][22].
- На IV-ом внеочередном съезде Партии «Moldova Unită — Единая Молдова» был избран председателем политформирования.
- На досрочных парламентских выборах 2010 года шёл по спискам Партии «Moldova Unită — Единая Молдова» будучи главой списка. Партия набрала 0,48 % избирателей, вследствие чего депутатом не стал.
- На парламентских выборах 2014 года был избран депутатом Парламента Республики Молдова по спискам Партии социалистов Республики Молдова[23].
- На парламентских выборах 2019 года был избран депутатом Парламента Республики Молдова по спискам Партии социалистов Республики Молдова по пропорциональной системе[24]. Также баллотировался по одномандатному округу № 42 г. Кантемир.

## Дипломатический ранг
- 21 июля 2004 года Владимиру Цуркану был присвоен дипломатический ранг посла[25].

## Награды
- Орден «Трудовая слава» (14 октября 2008 года) — за долголетнюю плодотворную деятельность в органах публичной власти, заслуги в осуществлении правовой политики государства и вклад в совершенствование законодательства[26].
- Орден Республики (27 августа 2020 года) — за особые заслуги перед государством, долголетний плодотворный труд в различных областях, высокие профессиональные качества и активную общественную деятельность[27].
- Почётная грамота Совета МПА СНГ (27 марта 2017 года, Межпарламентская ассамблея СНГ) — за активное участие в деятельности Межпарламентской Ассамблеи и её органов, вклад в укрепление дружбы между народами государств — участников Содружества Независимых Государств[28].

## Владение языками
- Владимир Цуркан владеет румынским, русским и французским языками.

## Семья
Владимир Цуркан женат вторым браком. Всего у него пятеро детей.
- От первого брака: Максим, Настя и Катя (близняшки);
- От второго брака: Егор, Даниел.